# Реінтеграція Придністров’я
Реінтеграція Придністров’я до Молдови – це пропозиція про реінкорпорацію невизнаної держави Придністровської Молдавської Республіки до Республіки Молдова, тим самим вирішивши заморожений придністровський конфлікт.

## Передумови
Після війни в Придністров’ї на початку 1990-х років Придністров’я прийняло фактичну незалежність за підтримки російської військової присутності . Ця територія міжнародно визнана як частина Молдови, і жодна інша країна не визнала її незалежність.
У міжнародному праві Придністров’я вважається частиною Молдови, і реінтеграцію Придністров’я до Молдови пропонувалося багато разів. Деякі опитування, проведені на території, свідчать про те, що багато людей хотіли б приєднатися до Молдови до федерації. Багато придністровців також мають молдовські паспорти, а деякі голосують на виборах у Молдові.
І колишній президент Молдови Ігор Додон, і нинішня президент Мая Санду висловили намір реінтегрувати Придністров’я в Молдову, хоча не погодилися, як це реалізувати. Оцінка, проведена агентством США з міжнародного розвитку на початку 2000-х років, показала, що реінтеграція Придністров’я потребуватиме значної допомоги з боку західних донорів, але фактична сецесія спричинила економічні та політичні проблеми в Молдові.
Прийнявши посаду, Санду закликала російські війська залишити Молдову і заявила, що готова реінтегрувати Придністров’я.

## Російська пропозиція
У 2003 році російський уряд запропонував федеративну структуру в Молдові із збереженням значної автономії Придністров’я та регіону Гагаузія. Ця пропозиція, відома як Меморандум Козака, передбачала, що російські війська залишаться в Молдові до 2020 року. Це призвело до масових протестів і було остаточно відхилено як неприйнятне тодішнім президентом Молдови, лідером Комуністичної партії Молдови Володимиром Вороніним.